# Heinrich Bertram (Pädagoge)

Heinrich Bertram

Heinrich Walter Bertram (* 1. Mai 1826 in Magdeburg; † 5. November 1904 in Berlin) war Stadtschulrat und setzte sich besonders für die Reformen des Schulwesens in Berlin ein.

## Leben
Bertram studierte in Halle und Berlin Theologie, Mathematik und Naturwissenschaften und arbeitete anschließend in Berlin an der Königstädtischen Realschule und dem Werderschen Gymnasium als Lehrer. Im Jahr 1868 wurde er Rektor der neu gegründeten Sophien-Realschule.
Er war begeisterter Anhänger des Anschauungsunterrichts und setzte sich für Turn- und Zeichenstunden sowie den Naturwissenschafts- und Geometrieunterricht ein. Er engagierte sich für die Gründung der siebenklassigen Gemeindeschule.

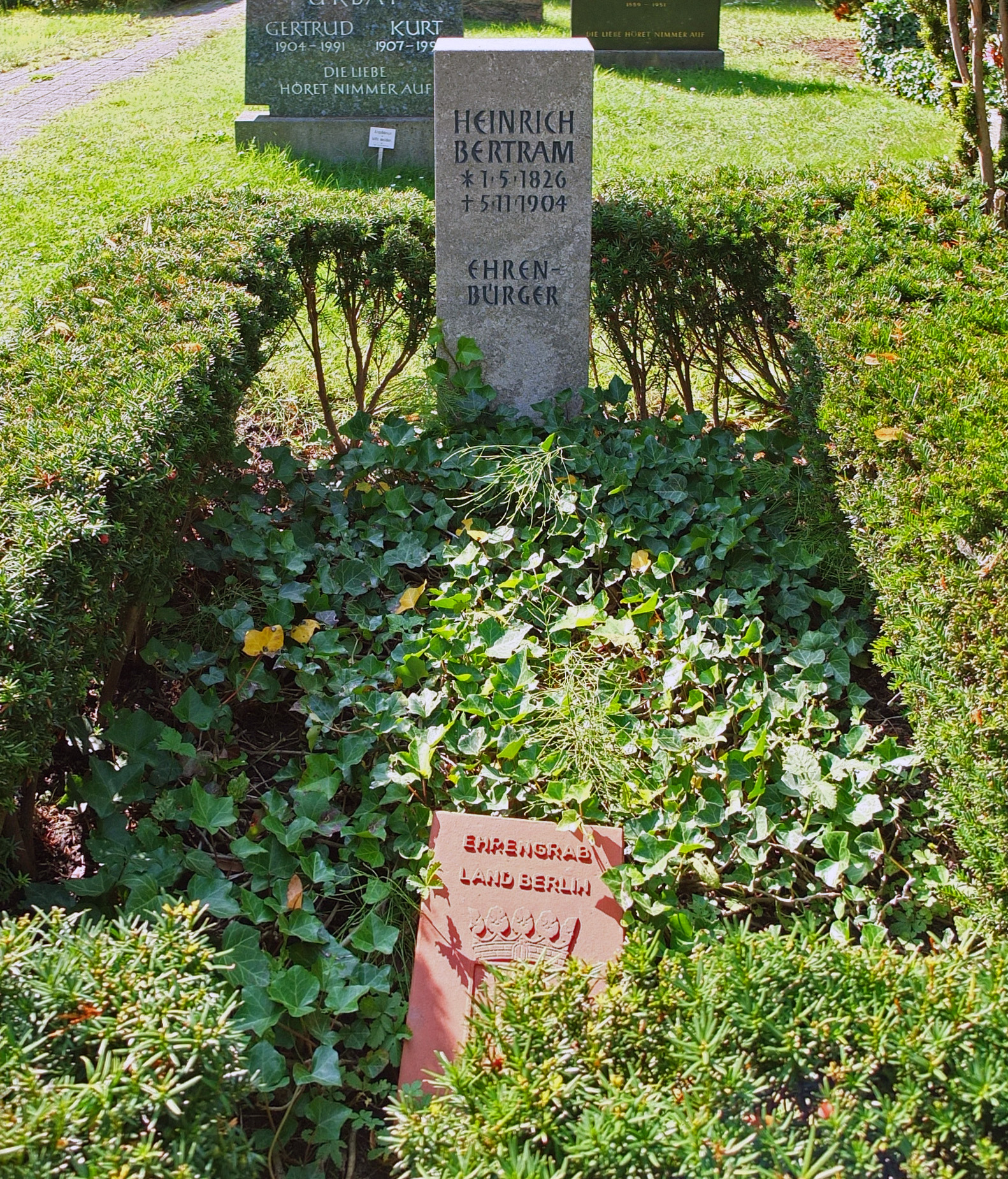
Ehrengrab von Heinrich Bertram auf dem Alten Zwölf-Apostel-Kirchhof in Berlin-Schöneberg, 2016

Als er im Jahr 1900 wegen seiner Gesundheit von seinem Dienst zurücktrat, wurde ihm das Ehrenbürgerrecht Berlins verliehen.
Heinrich Bertram starb 1904 im Alter von 78 Jahren in Berlin und wurde auf dem Alten Zwölf-Apostel-Kirchhof in Schöneberg beigesetzt (Abt. 309-17-2). Ein Grabdenkmal wurde ihm zu Ehren am 1. Mai 1906 feierlich enthüllt. Es bestand aus einem Marmorsockel mit einer bronzenen Büste Bertrams. Sein Grab ist heute als Berliner Ehrengrab erhalten. Da Bertram Ehrenbürger Berlins war, ist die Widmung – im Unterschied zur Mehrzahl der Berliner Ehrengräber – zeitlich nicht befristet.